# Blutiger Zahltag (1977)
Blutiger Zahltag (Originaltitel: La ragazza dal pigiama giallo, lit.Das Mädchen im gelben Pyjama) ist ein Kriminalfilm aus italienischer Produktion, der 1977 von Flavio Mogherini inszeniert wurde. Die deutschsprachige Erstaufführung erfolgte im November 1982 auf Video.

## Handlung
An einem Strand in der Nähe von Sydney findet ein kleines Mädchen eine verkohlte Leiche. Die Polizei verhaftet bald einen Verdächtigen und erachtet den Fall als gelöst. Der pensionierte Inspektor Thimson, ein Kriminalist der alten Schule, ist dagegen anderer Meinung. Er nimmt sich des Falles an und enthüllt im Laufe der Zeit die komplexe Geschichte um das Mordopfer. Parallel dazu erzählt ein weiterer Handlungsstrang von der promiskuitiven jungen Holländerin Glenda. Diese führt mehrere Beziehungen gleichzeitig; so zum gutsituierten Chirurgen Henry Douglas, dem Arbeiter Roy und dem idealistische Antonio. Glenda, die versucht, ihr bisheriges Leben als Fotomodell hinter sich zu lassen, ist hin- und hergerissen zwischen den Männern. Thimson ist einer Lösung des Falles nahe, wird aber während der Ermittlungen von einem unbekannten Autofahrer angefahren und stirbt. Er hinterlässt aber dem jungen Inspektor Ramsey, der ihn ursprünglich über den Fall informiert hatte, genügend Beweismaterial, sodass dieser die Ermittlungen zu Ende führen und den wahren Mörder überführen kann. Die beiden Handlungsstränge werden dabei letztlich zusammengeführt.

## Kritik
Der Film mit einer verschachtelten Erzählstruktur „bietet ein interessantes Niveau, hält aber ab und zu auch die abgedroschensten Klischees parat.“, so Michael Cholewa. Auch die italienische Kritik lobte: „Mit origineller Erzählweise und mit einer überraschenden Wendung versehen, ist der Film geschickt gebaut. Dazu kommt ein angenehmer Rhythmus und schöne, dezente Einstellungen, wenn auch die Charakterisierung der Figuren ein wenig eindimensional geraten ist.“

## Bemerkungen
Der Film basiert auf einem der aufsehenerregendsten Fälle der australischen Kriminalgeschichte, nämlich dem Mord an Florence Linda Agostini im Jahr 1934, die nach ihrem Tod als „Pyjama Girl“ bekannt wurde. Agostinis bis zur Unkenntlichkeit entstellte Leiche wurde mittels Formalin konserviert und in Sydney öffentlich zur Schau gestellt. Die Tote konnte dennoch erst 10 Jahre nach ihrem gewaltsamen Tod identifiziert werden.
Die deutschen Titel des Films sind viele, von denen Ein Mann gegen die Mafia mit dem Inhalt nichts zu tun hat. Andere sind Blutiger Zahltag, Eine Frau aus zweiter Hand und Ein Hauch des Todes. 2013 erschien eine ungekürzte Fassung in guter Qualität.

## Filmmusik
Die Lieder des Films werden von Amanda Lear gesungen.